# Малбери (Индијана)
Малбери (енгл. Mulberry) град је у америчкој савезној држави Индијана.

## Демографија
По попису из 2010. године број становника је 1.254, што је 133 (-9,6%) становника мање него 2000. године.
| Група             | 2000.         | 2010.         |
| Белци             | 1.370 (98,8%) | 1.224 (97,6%) |
| Афроамериканци    | 1 (0,1%)      | 2 (0,2%)      |
| Азијати           | 1 (0,1%)      | 0 (0,0%)      |
| Хиспаноамериканци | 8 (0,6%)      | 12 (1,0%)     |
| Укупно            | 1.387         | 1.254         |